# Red Baron
Red Baron (Roter Baron) bezeichnet mehrere Computer-Flugsimulatoren, die im Ersten Weltkrieg spielen. Der Name ist eine Reverenz an den deutschen Jagdflieger Rittmeister Manfred Freiherr von Richthofen, der im Ersten Weltkrieg berühmt wurde.

## Geschichte

### 1990
Das DOS-Spiel wurde 1990 von Dynamix entwickelt und von Sierra On-Line vertrieben. Dem Spieler stand neben verschiedenen Einzelmissionstypen (Eskorten, Zweikämpfe mit berühmten Assen etc.) ein umfangreicher Karriere-Modus zur Verfügung. In diesem konnte eine Flieger-Karriere von den ernsthaften Anfängen des Luftkrieges 1915 bis zum Kriegsende 1918, an der Westfront, durchlebt werden (sowohl auf Seiten der Entente-Mächte als auch des Deutschen Reiches). Neben der Möglichkeit, Orden und Beförderungen zu erreichen, bot er u. a. die Möglichkeit, an der Seite von Fliegerassen wie Manfred von Richthofen (der der „Rote Baron“ genannt wurde und als Namensgeber des Spiels dient) zu fliegen, vorausgesetzt, man befand sich zur richtigen Zeit im richtigen Geschwader.
Dem Spiel lag ein dickes Handbuch mit vielen Hilfsmöglichkeiten, historischem Foto-Material sowie Landkarten bei. Das Spielmedium waren zwei 3,5"-HD-Disketten. Die Hardware-Anforderungen waren mit einem 286-Prozessor sehr gering. Die Grafik wurde bereits in der 256-Farben-Technik dargestellt (320 × 200 Pixel, VGA), allerdings hatte die Landschaft wenige Details. Originell war, dass bei Gegenlicht der ganze Bildschirm heller wurde. Die Einstellmöglichkeiten der Doppeldecker waren hingegen, wie die Missionen, sehr vielseitig (realistisches Wetter, Gewehrverklemmung, Bewusstlosigkeit des Piloten mangels Sauerstoffmaske, Vergaser friert ein, begrenzte Munition usw.). Der Flug konnte zudem aufgezeichnet werden. Der Spielspaß war trotz der mäßigen Grafik enorm.
1992 erschien als Add-on der Missionsbaukasten: Red Baron: Mission Builder. 1997 veröffentlichte Sierra Red Baron als Freeware, um das Nachfolgespiel zu bewerben. Allerdings wurde der Mission Builder dabei nicht mit freigegeben.
Im November 1996 wurde Red Baron vom US-Magazin Computer Gaming World auf Platz 4 der 150 besten Spiele aller Zeiten gewählt.

### 1997 / 1998
Im Jahr 1997 erschien der Nachfolger zu Red Baron für Windows-PC. Die erste Version (Red Baron II) war von zahlreichen Problemen und teilweise ernsthaften Mängeln durchsetzt (unter anderem waren die Flugmodelle mehrerer Jäger fehlerhaft, was dazu führte, dass diese nicht einmal vom Boden kamen). Weiterhin wurde es während der langen Entwicklungszeit versäumt, die zu dieser Zeit aufkommende Technologie der 3D-Beschleunigung in das Spiel zu integrieren, was bei Veröffentlichung dazu führte, dass die Grafik im Vergleich zu anderen Neuerscheinungen veraltet war.
Um auf diese Probleme zu reagieren, gab es ein Jahr später eine 2. Veröffentlichung unter dem Namen Red Baron 3D, in der die Entwickler viele der Fehler aus der 1. Version behoben und die Grafik-Engine an die aktuelle Technologie angepasst wurde. Für Käufer der 1. Version wurde ein umfangreicher Patch angeboten, um sie auf den aktuellen Stand zu bringen. Unterstützt wurden nur 3dfx-Karten, für 3D-Beschleunigung auf anderen Karten muss auf einen Glide Wrapper zurückgegriffen werden.
In den darauf folgenden Jahren entwickelte sich eine umfangreiche Fan-Community die bis heute zahlreiche Verbesserungen am Programm vorgenommen hat.

### 1999
1999 erschien Curse You! Red Baron (Die Jagd auf den Roten Baron) für Windows-PC. Die Kritiken, insbesondere die der Grafik, waren ebenfalls nicht gut.

### 2001
Die Jagd auf den Roten Baron 2 erschien 2001. Beide Teile sind auch zusammen erhältlich.

### 2007
Ende 2007 wurden, aufgrund des neuen Kinofilms, weitere Versionen für PC, PlayStation 3 und Xbox 360 unter dem Namen von Connections for Red Baron angekündigt.